# Паметник на Васил Левски (София)
Паметникът на Васил Левски е паметник на българския национален герой Васил Левски, разположен в центъра на столицата София, недалеч от мястото, където на 18 февруари (6 февруари стар стил) 1873 година е екзекутиран Левски.
Разположен е в средата на оживено кръстовище, регулирано с кръгово движение, при пресичането на булевардите „Васил Левски“ и „Янко Сакъзов“ и улица „Московска“. Надморска височина 548,747 m.
Той е сред първите паметници, издигнати след Освобождението в новата столица. Паметникът е мястото, където над столетие България се покланя пред своя герой, наричан Апостол на свободата. Ежегодно на 19 февруари хиляди българи идват неорганизирани от никой, отрупват с цветя и се покланят пред паметника, а вечерта има държавна церемония с участието на държавния глава, патриарха, министър-председателя, кмета на София и военни гвардейски части, след нея поклонението на гражданите продължава до късна нощ, положените от тях цветя и венци са толкова много, че почти достигат високо разположения лик на националния герой.
Веднага след Освобождението на България от османска власт е взето решението за изграждане на паметника от 6 август 1878 г. Монументът представлява колона с височина 13 м, изработена от сив гранит по проект на чешкия инженер архитект Адолф (Антонин) Вацлав Колар. Основната част от колоната е работа на италианеца каменоделец Абрамо Перукели, скулптурните работи са от чеха Франтишек Новак, а централния барелефен бронзов портрет на Апостола прави Рудолф фон Вейр (първоначално е сключен договор с пражанина Йозеф Страховски, но общинарите не са доволни от създаденото и наемат виенчанина) , канделабрите и веригите около паметника – от виенската фирма „Рудолф Филип Ваагнер & Биро“. Работите се забавят много поради лоша организация и липса на финансиране. Паметникът е завършен и официално открит с големи тържества на 22 октомври 1895 г.
Надписи на паметника:
- Западна страна: „На великия български апостол на свободата ВАСИЛ ЛЕВСКИ признателното отечество“.
- Северна страна: „Роден на 1837 г. 6 юний в Карлово, умрял мъченически на 1873 г. 6 февруарий в София“.
- Източна страна: „Тържествено открит на 1895 г., 22 октомврий“.
- Южна страна: „След 12-годишно проповядване народу борба за свобода, Левски, ранен и пленен при Къкринский хан, бил хвърлен в Софийската тъмница и обесен тук, на това място“.

## История на издигането
Решението за издигане на монумент на Левски е взето на 6 август 1878 г. от току-що съставения Софийски градски общински съвет. Според полк. о.з. проф. д.и.н. Марин Калонкин, предложението за издигане на паметника е на граф Игнатиев. В книгата на Н. Ганев „Паметниците на София“ от 1939 г. подобно предложение от страна на граф Игнатиев не е споменато.
Така първият Софийски градски общински съвет в освободения град, по искане на първия софийски кмет Димитър Хаджикоцев, взема решение да бъде издигнат паметник на Апостола на българската свобода Васил Левски. В Окръжно писмо №170 се съобщава, че мястото е определено и е ...тъкмо гдето славно бил на въже повесен и гдето в същото място ще бъдат пренесени неговите кости. Идеята е прегърната от губернатора на София граф Пьотр Алабин, губернатор на София в 1878 – 1879 г., и той решил да издигне паметника за 20 дни. За да се пестят пари, проектирането на паметника е възложено на градския архитект Адолф Вацлав Колар. Чехът предвижда гранитното тяло на паметника да завършва с един голям кръст върху полумесец, символ на руската победа над Османската империя. По-късно е оказан дипломатически натиск от турска страна и паметникът завършва с пресечена пирамида. Отправена е молба до всички общини в Софийската епархия да се събират доброволни помощи. Общинарите разпоредили докарването на няколко коли камъни – прости от стари сгради, а всички други материали били плащани от руския граф Пьотр Алабин. Основите на паметника са направени още през есента на 1878 г., но събраните средства свършили и на 15 февруари 1879 г. е изпратено ново циркулярно писмо до общините в цялата страна с молба за събиране на пари за това народно дело. На горещия зов се отзовали 12 селища: Русе – 380.00 лв. Пазарджик – 210.50 лв. Кюстендил – 170.25 лв. Плевен – 170.00 лв. Ряхово – 161.20 лв. София 125.32 лв. Враца – 102.00 лв. Самоков – 87.00 лв. Златица – 74.20 лв. Варна – 61.00 лв. Севлиево – 38.50 лв. Стара Загора – 20.00 лв. Събраната сума била незначителна – 1637 лева от 12 общини. Малкото доброволно събрани пари бързо свършват и издигането спира.
Работата е подновена през 1884 г. след създаването на специална комисия със секретар Христо Ковачев, който бил учител, близък съратник на Апостола и член на Софийския революционен комитет преди Освобождението. В Постановление № 5 от 25 юли 1885 г. на тази комисия е записано: „Да се извадят костите на Апостола от гробищата и се поставят тържествено в основите на паметника като лицата Димитър Н. Коцов и Георги Анастасов (софийски жители) посочат где се намира гробът на Левски, понеже са присъствали на погребението му.“ За неговото окончателно завършване през следващите години са събирани многократно пари от населението, а от бюджета на общината и държавата също са били отделяни значителни средства. Паметникът на Левски се строи цели 16 г. и струва 70 000 златни лева. Още при откриването му през 1895 г. тази чиновническа леност и разсипия е силно критикувана. Антон Митов по тозеи повод пише: „Като го сравним с обелиска във Флоренция, въздигнат в памят на освобождението им от австрийците, който е много по-висок от Софийския, като при това е съставен от цел монолит из червен полирован гранит и който е струвал само 11 000 лева, то человек неволно дохожда в ужас.“ Според Митов реалната цена на паметника на Левски е 10 000 лева, а останалите 60 000 лева са отишли за „фокуси“.  За откриването е имало подробен сценарий, който е бил предварително обявен на населението и е включвал тържествена процесия с начало черквата „Свети Крал“ по маршрут през центъра на София покрай Народното събрание и завой към паметника. Там Стоян Заимов произнесъл реч, чийто оригинал се съхранявал в Столичната общинска библиотека.